# More Demi Moore

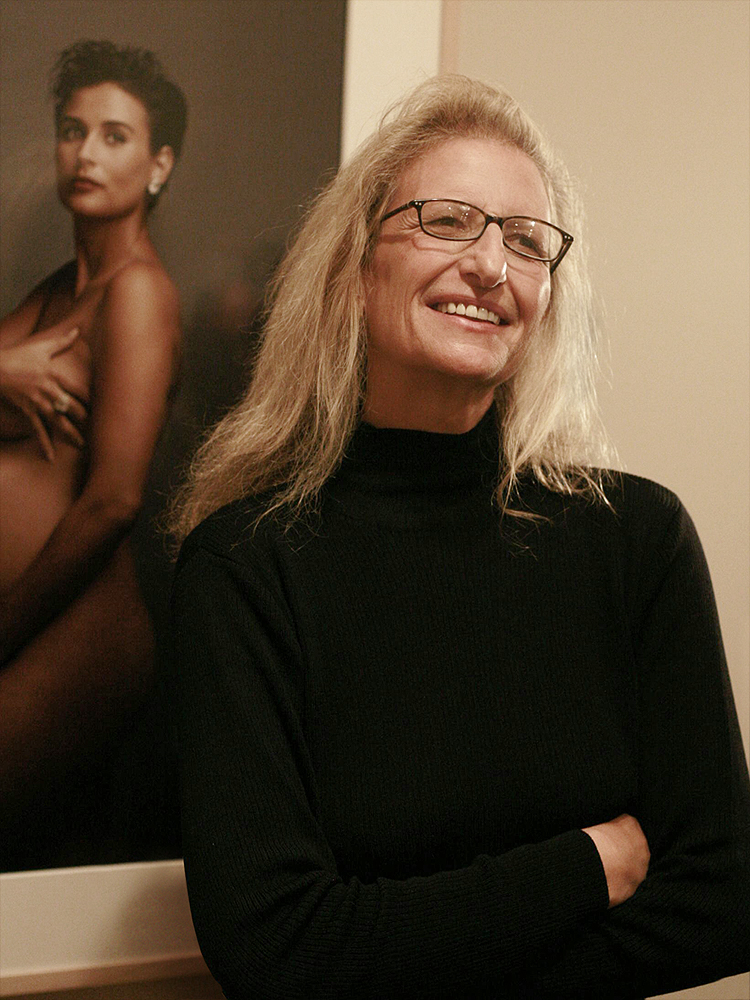
Annie Leibovitz posando ante el retrato de Demi Moore durante su exhibición A Photographer's Life, 1990-2005.

More Demi Moore o la portada de agosto de 1991 de Vanity Fair fue una controvertida fotografía de la actriz Demi Moore luciendo su embarazo de siete meses al desnudo. El retrato fue obra de la fotógrafa Annie Leibovitz y adornó la cubierta de la revista Vanity Fair en agosto de 1991 para acompañar un reportaje sobre la actriz.
La portada ha tenido un duradero impacto social. Desde su publicación, varias celebridades han sido retratadas en estado de gravidez, aunque no necesariamente desnudas como Moore. Esta tendencia hizo que las fotografías de embarazadas se hicieran populares, creando un próspero negocio. More Demi Moore es una de las cubiertas de revistas más notables de todos los tiempos y es uno de los trabajos más conocidos de Leibovitz.
La imagen ha sido parodiada varias veces, incluyendo el cartel de la película Naked Gun 33⅓: The Final Insult de 1994. Este caso llegó al Segundo Circuito de Cortes de Apelaciones en 1998, donde Annie Leibovitz perdió la demanda que presentó contra Paramount Pictures por tratarse de un uso legítimo.
Además de las parodias, la fotografía generó críticas. Algunos la calificaron de grotesca y obscena, llegando a ser considerada cuando los estándares de decencia en internet comenzaban a ser legislados y adjudicados. Otros opinaron que se trataba de una poderosa declaración artística.
Al año siguiente, Demi Moore volvió a posar desnuda para Vanity Fair, esta vez con un trampantojo pintado en su cuerpo, obra de la artista Joanne Gair.

## Antecedentes
En 1991, Demi Moore era una floreciente estrella de cine que estaba casada con el actor Bruce Willis desde 1987. La pareja había tenido a su primera hija —Rummer Willis— en 1988 y habían contratado a tres fotógrafos para documentar su nacimiento. En 1990, Moore protagonizó la película más taquillera del año, Ghost, por la cual recibió 750 000 dólares. En 1991, ganó 2,5 millones de dólares por su trabajo en The Butcher's Wife y Mortal Thoughts. Después de publicada la fotografía en Vanity Fair, su salario por A Few Good Men (1992) ascendió a 3 millones de dólares. Posteriormente participó en Indecent Proposal (1993), Disclosure (1994) y The Scarlet Letter (1995), cobrando 5 millones por cada una.
Annie Leibovitz había sido fotógrafa jefe de la revista Rolling Stone entre 1973 y 1983, luego se mudó a Vanity Fair. En 1991, organizó su primera exhibición —Annie Leibovitz Photographs 1970-1990— en la Galería Nacional de Retratos de Washington D. C., y además editó un libro del mismo nombre. La colección se trasladó a Nueva York, donde fue exhibida en el Centro Internacional de Fotografía hasta el 1 de diciembre de 1991.

## Detalles
La fotografía fue una de varias que Leibovitz tomó de Demi Moore esperando a su segunda hija, Scout LaRue. En algunas fotos aparecía Moore vistiendo lencería de encaje con tacones altos y en otras llevaba una reveladora bata. La imagen seleccionada para la portada de Vanity Fair mostraba a Moore cubriendo su busto con una de sus manos y luciendo solo un anillo de diamantes. La artista Joanne Gair trabajó como maquilladora durante la sesión fotográfica.
Samuel Irving Newhouse, Jr., presidente de la editorial Condé Nast Publications, apoyó firmemente la portada elegida a pesar de la potencial pérdida de ventas. Tina Brown, redactora jefe de la revista, se dio cuenta rápidamente que la publicación tendría serios problemas de distribución, ya que debía estar envuelta en un sobre blanco que dejaba ver solo el rostro de Moore. Algunas ediciones fueron comercializadas con una envoltura marrón que implicaba picardía. A pesar de todo, Brown vio la imagen como una oportunidad de hacer una declaración sobre los años 1990 después de una década dominada por los trajes. Aproximadamente, 100 millones de personas contemplaron la portada.